# ماناسيه كاتلر
ماناسيه كاتلر هو سياسي أمريكي، ولد في 13 مايو 1742 في كيلينغلاي في الولايات المتحدة، وتوفي في 28 يوليو 1823 في Hamilton, Massachusetts ‏ في الولايات المتحدة. نشط حزبياً في الحزب الفيدرالي الأمريكي. وقد انتخب عضو مجلس النواب الأمريكي ‏.

## وصلات خارجية
- ماناسيه كاتلر على موقع الموسوعة البريطانية (الإنجليزية)